# Amatersko prvenstvo Francije 1948
Amatersko prvenstvo Francije 1948 v tenisu.

## Moški posamično
Frank Parker :  Jaroslav Drobný 6-4, 7-5, 5-7, 8-6

## Ženske posamično
Nelly Landry :  Shirley Fry 6-2, 0-6, 6-0

## Moške dvojice
Lennart Bergelin /  Jaroslav Drobný :  Harry Hopman /  Frank Sedgman  8–6, 6–1, 12–10

## Ženske dvojice
Doris Hart  /  Pat Canning Todd :  Shirley Fry /  Mary Arnold Prentiss 6–4, 6–2

## Mešane dvojice
Pat Canning Todd /  Jaroslav Drobný :  Doris Hart  /  Frank Sedgman  6–3, 3–6, 6–3